# 海南孔雀雉
海南孔雀雉（學名：Polyplectron katsumatae），是一種瀕臨滅絕的鳥類，屬於雉科孔雀雉屬。本種是中國海南島的特有種，過去曾被視為是灰孔雀雉的亞種，後來經由分子序列分析確認為獨立物種。現今海南孔雀雉在野外的數量已非常稀少，被IUCN列為瀕危物種，也屬於中國国家一级重点保护野生动物。

## 外形
本種雄鳥體長53-65公分，雌鳥體長40-45公分（包括尾部），羽色為灰棕色，喉部呈白色。海南孔雀雉過去被認為是灰孔雀雉的亞種，現在則視為獨立物種，兩種的形態差異為本種體型較灰孔雀雉稍小，冠羽較短，冠部顏色較深，臉部呈鮮豔的紅色，與灰孔雀雉灰色至淡黃色的臉部不同，羽毛的顏色也有一些差異，海南孔雀雉羽毛上的眼點（ocelli）為綠色至藍色，灰孔雀雉的則為藍紫色，且前者的眼點大小比後者的稍大。雄鳥叫聲較大，音似「guang-gui」，雌鳥叫聲則為較短促的嘎聲。

## 生態
本種分布於海南島海拔600-1200公尺（一說為200-1300公尺）的熱帶常綠林與半常綠林，特別是郁闭度較高的環境中，也可能出現在發展比較成熟的次生林中，但無法在橡膠樹、桉樹等的種植園中生存。以昆蟲與植物的果實或種子為食，並以土壤中有樹木或石頭遮蔽的坑洞為巢。繁殖季為2月至7月，應為單配偶制，除了短暫的育幼期外，多數時間本種在野外均單獨行動，不成集群出現。

## 分類
海南孔雀雉最早於1906年由第二代罗斯柴尔德男爵沃尔特·罗斯柴尔德描述，當時即被視為獨立物種，其種小名katsumatae源於一名日本商人勝間田善作（日语：／ katsumata zensaku */?），他在海南島替橫濱的博物學家阿倫·奧斯頓採集了許多動植物樣本，後者再把這些樣本提供給罗斯柴尔德男爵。1977年，海南孔雀雉被歸為灰孔雀雉的一個亞種。2008年，一篇研究以粒線體中細胞色素b的基因序列，以及細胞核中類卵黏蛋白基因中的內插子序列分析孔雀雉屬部分物種的親緣關係，發現海南孔雀雉為一單系群，形成獨立於灰孔雀雉的演化支，且灰孔雀雉與山孔雀雉形成一個演化支，表示其與山孔雀雉的關係比與海南孔雀雉還接近，故而將海南孔雀雉從灰孔雀雉中獨立成新種。海南孔雀雉與灰孔雀雉和山孔雀雉分支的時間約為140萬年前的更新世，海南島與中國大陸分隔的時間則約在200萬年前，海南孔雀雉在與大陸上的類群發生地理隔離後，漸形成新種。

## 保育狀況
海南孔雀雉在野外的數量已非常稀少，嚴重瀕臨絕種，過去本種曾廣泛分佈於海南島的熱帶森林中，如今尚存的野外的個體多被分割成破碎的18個族群，包括霸王嶺國家級自然保護區、猴猕岭省级自然保护区、佳西省級自然保护区、尖峰嶺國家級自然保護區、鸚哥嶺國家自然保護區與黎母山省级自然保护区等12個國家級與省級自然保護區。1990年的統計顯示海南孔雀雉的數目為2700隻，2000年統計結果僅存300隻，此數量一般認為有所低估，但本種的數量很可能確實因非法盜獵與棲地破壞而快速下降中，海南島的原生林為外來種次生林取代，是對本種生存的一大威脅，非法盜獵也時有所聞，且普遍發生於各保護區中，在保護區外則更加嚴重。目前海南孔雀雉是中國最稀有的雞形目鳥類，急需進一步的保育行動以避免其絕種。

### 腳註
1. 1 2 3 4 5 6 7  . The IUCN Red List of Threatened Species 2013.   [2013-11-26].
2. 1 2 3 4 5  . 海南尖峰嶺國家級自然保護區. 中國国家林业局. 2013-12-13  [2018-09-18]. （原始内容存档于2018-09-18）.
3. ↑  del Hoyo, J., Collar, N., Christie, D.A. & Kirwan, G.M. del Hoyo, J., Elliott, A., Sargatal, J., Christie, D.A. & de Juana, E. , 编. . Handbook of the Birds of the World Alive.
4. 1 2 3 4 5 6 7 8  Wei Liang, Zheng-Wang Zhang.  (PDF) 2 (2). Chinese Birds: 111-116. 2011-6  [2018-09-18]. doi:10.5122/cbirds.2011.0017. （原始内容存档 (PDF)于2018-09-18）.
5. ↑  川田 伸一郎, 安田 雅俊.  52 (2). 哺乳類科学. 2012. doi:10.11238/mammalianscience.52.257 （日语）.
6. ↑  Bo Beolens, Michael Watkins, Michael Grayson. . Bloomsbury Publishing. 2014  [2018-09-18]. ISBN 1472905741. （原始内容存档于2018-09-18）.
7. 1 2 3 4  Jiang Chang, Biao Wang, Yang-Yun Zhang, Ying Liu, Wei Liang, Ji-Chao Wang, Hai-Tao Shi, Wen-Ba Su, and Zheng-Wang Zhang.  25 (1). Zoological Science: 30-35. 2008. doi:10.2108/zsj.25.30.

### 書籍
- Collar, N. (2009) Hainan Peacock-Pheasant: another CR species for the IUCN Red List? G@llinformed 2: 14-19
- 图片 （页面存档备份，存于）